# Anke

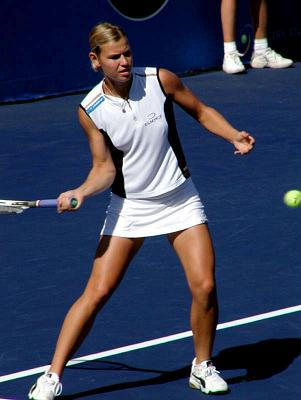
Anke Huber

Anke är en tysk form av det hebreiska kvinnonamnet Anna.
Den 31 december 2014 fanns det totalt 128 kvinnor folkbokförda i Sverige med namnet Anke, varav 108 bar det som tilltalsnamn.
Namnsdag i Sverige: saknas

## Personer med namnet Anke
- Anke Behmer, östtysk friidrottare
- Anke Engelke, tysk komiker och skådespelare
- Anke Huber, tysk tennisspelare